# Consell Nacional Palestí
|  | No s'ha de confondre amb el Consell Legislatiu Palestí, òrgan legislatiu del govern palestí.. |

El Consell Nacional Palestí (CNP) és l'òrgan legislatiu de l'Organització per a l'Alliberament de Palestina (OAP) i tria al seu Comitè Executiu (CE-OAP), que assumeix el lideratge de l'organització entre els seus períodes de sessions. El Consell és la màxima autoritat de l'OAP, responsable de la formulació de les seves polítiques i programes. Serveix com a parlament de tots els palestins de dins i fora dels Territoris Palestins, així com de representació de tots els sectors de la comunitat palestina arreu del món, inclosos els partits polítics, les organitzacions populars, els moviments de resistència i les figures independents de tots els sectors de la vida.
El Consell es reuneix normalment cada dos anys, els acords s'adopten per majoria simple amb un quòrum de dos terços i tria al seu propi president.

## Estructura
Els candidats al Consell han de ser nominats per un comitè compost pel Comitè Executiu de l'OAP, el president del CNP, i el comandant en cap de l'Exèrcit per a l'Alliberament de Palestina. Després de la nominació dels candidats, aquests han de ser triats per una majoria de tots els membres del Consell. No obstant, no s'han celebrat eleccions per a triar els membres del comitè. A causa de la impossibilitat de celebrar eleccions, la majoria dels membres són nomenats pel Comitè Executiu.
El 1996, el nombre total de membres del es va incrementar de 400 a 800, quan el Consell va haver de votar sobre la revisió de la Carta Nacional Palestina. Per a l'any 2009, uns 700 d'ells s'havien mantingut.
A partir de 2003, el Consell està presidit per Salim Zanoun i té 669 membres; 88 són del Consell Legislatiu Palestí (CLP), 98 representen a la població palestina que viu a Cisjordània i la Franja de Gaza, i 483 representen a la diàspora palestina. Mentre que el Consell tingui un nombre de membres del CLP, no podrà ser un òrgan de l'Estat de Palestina. Més aviat és l'equivalent del poder executiu del país.
A partir de 2012 l'oficina principal del Consell es troba a Amman i una sucursal a Ramal·lah.

## Història
El primer Consell, integrat per 422 representants, es va reunir a Jerusalem al maig de 1964 i va adoptar el Pacte Nacional Palestino (també anomenat Carta Nacional Palestina). També va establir a l'OAP com l'expressió política del poble palestí i es va triar a Ahmed Shukeiri com el primer president del Comitè Executiu de l'OAP. A la conferència s'hi trobaven representants de les comunitats palestines de Jordània, Cisjordània, la Franja de Gaza, Síria, el Líban, Kuwait, l'Iraq, Egipte, Qatar, Líbia i Algèria.
Les sessions que la van precedir es van celebrar al Caire (1965), Gaza (1966), el Caire (des de 1968 fins a 1977), Damasc (1979 a 1981), Alger (1983), Amman (1984), Alger (1987), Gaza (1996 i 1998) i Ramal·lah (2009).
A la reunió de febrer de 1969 al Caire, Iàssir Arafat va ser nomenat líder de l'OAP, quedant en el càrrec fins a la seva mort l'any 2004.
En una reunió de novembre de 1988 a la ciutat algeriana d'Alger, el CNP va declarar unilateralment la independència de l'Estat àrab de Palestina.
Després de la signatura dels Acords d'Oslo, el CNP es va reunir a Gaza l'abril de 1996 i va votar 504 a 54 per anul·lar parts del Pacte Nacional Palestí que negava el dret d'Israel a existir, però la pròpia Carta no s'ha canviat o reelaborat de manera formal. Un dels seus membres més destacats, l'activista palestí estatunidenc Edward Said, va abandonar el Consell perquè creia que els Acords d'Oslo contravenia el dret dels refugiats palestins a tornar a les seves llars palestines anteriors a 1967, i no donaria lloc a una pau duradora.
Al desembre de 1998, el CNP es va reunir a Gaza davant la insistència del primer ministre israelià, Binyamín Netanyahu, qui va considerar-la una condició indispensable per la continuïtat del procés de pau. En presència dels Estats Units, el president Bill Clinton va reafirmar novament l'anul·lació de les parts de la Carta que negaven el dret d'Israel a existir.